# ویمی
ویمی (به فرانسوی: Vimy) یک کمون در فرانسه است که در پا-دو-کاله واقع شده‌است. ویمی ۱۱٫۳۳ کیلومتر مربع مساحت و ۴٬۶۰۲ نفر جمعیت دارد و ۷۱ متر بالاتر از سطح دریا واقع شده‌است.